# تیمی هنسن
تیمی هنسن (انگلیسی: Timmy Hansen؛ زادهٔ ۲۱ مهٔ ۱۹۹۲) راننده مسابقه‌ای، و راننده خودروی مسابقه‌ای اهل سوئد است. او در سال ۲۰۱۹ عنوان قهرمانی سری مسابقات قهرمانی رالی کراس جهانی را به دست آورد.
او این عنوان را با تیم هنسن-پژو به دست آورد.
تیمی هنسن پسر اسطوره رالی‌کراس کنت هنسن که ۱۴ بار عنوان قهرمانی رالی‌کراس اروپا را به دست آورده است و همچنین برادر کوین هنسن دیگر راننده رالی‌کراس است.